# Джузеппе де Ніттіс
Джузеппе де Ніттіс (італ. Giuseppe De Nittis; 25 лютого 1846, Барлетта — 21 серпня 1884, Сен-Жермен-ан-Ле) — італійський художник, у своїх роботах з'єднав академізм і імпресіонізм.

## Біографія
Народився 25 лютого 1846 в Барлетта, де згодом навчався живопису у місцевого художника Джованні Баттіста Кало. Після відрахування з інституту в 1863 році за непокору правилам, він починає свою кар'єру, відправивши дві картини на одну неаполітанську виставку. Потім в 1867 році він переїжджає у Париж і укладає контракт з артдилером Адольфом Гупіль, взявши зобов'язання писати полотна на популярні і прибуткові сюжети. Придбавши деяку популярність, він повертається до Італії, де пише з натури види Везувію. 1872 року знову приїжджає у Париж, але вже без договору з Гупіль. Через два роки одна з його картин досягає успіху в Салоні. Водночас він бере участь у Першій виставці імпресіоністів на запрошення Едґара Деґа. Потім була поїздка в Лондон, завдяки якій Де Ніттіс почав з великим захопленням працювати в імпресіоністської техніці (в тому числі робити малюнки пастеллю). У наступні роки він нерідко їздив до Італії, але жив у Парижі, де його будинок став місцем зборів відомих художників і письменників, серед яких були брати Гонкур, Еміль Золя, Едуард Мане і Луї Едмон Дюранті.
У 1884 році у віці 38 років де Ніттіс раптово помер від інсульту в Сен-Жермен-ан-Ле.